# 安玛丽·海因里希

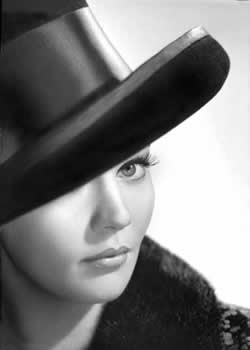
《粉红》

安玛丽·海因里希（1912年1月2日—2005年9月22日）是德国裔阿根廷女摄影师。生於德意志帝国达姆施塔特，她与全家于1926年移民阿根廷定居。她擅长于拍摄肖像和裸体。在1940年代，她进入“阿根廷摄影之星”行列。2005年逝世於阿根廷共和国布宜诺斯艾利斯